# گئورگی واسیلف (بازیکن فوتبال، زاده ۱۹۴۶)
گئورگی واسیلف (بلغاری: Георги Василев Иванов؛ زادهٔ ۹ اوت ۱۹۴۶) بازیکن و مربی فوتبال اهل بلغارستان بود.